# فریستون
فریستون (به انگلیسی: Freiston) یک روستا و محله مدنی در بریتانیا است که در Boston واقع شده‌است. فریستون ۱٬۳۰۶ نفر جمعیت دارد.